# TGOJ V
Die Diesellokomotiven der Baureihe TGOJ V wurden von der schwedischen Privatbahngesellschaft Trafikaktiebolaget Grängesberg–Oxelösunds järnväger (TGOJ) 1952 gekauft, um Dampflokomotiven im Rangierdienst auf dem eigenen Streckennetz zu ersetzen. Die Lokomotiven sind ähnlich der Baureihe SJ V3, die von Statens Järnvägar (SJ) zum gleichen Zweck ebenfalls aus Deutschland beschafft wurden.

## Geschichte
Während die Lokomotiven der Staatsbahnen bei der Maschinenfabrik Esslingen gebaut wurden, wählte TGOJ Klöckner-Humboldt-Deutz als Lieferanten. Die Baureihe entspricht weitgehend der deutschen Type V36 mit einigen spezifischen Änderungen. Wie die V36 hatte die TGOJ V einen Blindwellenantrieb.
Die TGOJ–Lokomotiven erhielten nur die Bezeichnung V, weil es zu dieser Zeit keine anderen großen Diesellokomotiven bei der Privatbahngesellschaft gab.
Bereits zu Beginn der 1970er Jahre wurden fünf Lokomotiven abgestellt oder verkauft. V 805 und 807 blieben bis 1984 in Eskilstuna im Einsatz. Während die danach bei privaten Unternehmen eingesetzten Loks (801: Iggesunds Bruk, Iggesund, 802: Gränges Gruvor, Stråssa und 804: Gränges Essem, Västerås) und 806 in Eskilstuna bis 1983 verschrottet wurden, folgten die beiden in Eskilstuna verbliebenen Lokomotiven erst 1986.
Lediglich die 1974 nach Vallvik verkaufte Lok V 803 blieb erhalten und wurde 1989 an das Eisenbahnmuseum Grängesberg übergeben.